# シルスマリア (企業)
株式会社シルスマリアは、洋菓子店を運営する日本の企業。コロワイドグループに属する。神奈川県横浜市西区に本社、神奈川県平塚市に営業所を置く。

## 概要
1982年（昭和57年）2月にスイス菓子の洋菓子店として創業した。神奈川県と東京都町田市に店舗を有する。店舗としては平塚店を本店としていたが、現在は横浜市の馬車道店が「馬車道本店」を名乗っている。
当時のオーナーシェフ小林正和により1988年（昭和63年）に日本式生チョコレートが作られ、日本式生チョコレートの発祥店とされる。
有限会社時代の1999年（平成11年）、神奈川県銘菓共励会より生チョコレート「公園通りの石畳」が神奈川県の指定銘菓の一つに指定される。
2006年（平成18年）9月に株式会社として改組設立され、蔵人賢樹が代表取締役社長に就任。同年10月にコロワイドが発行済み株式50%を取得し連結子会社とする。
シルスマリア社長はその後、蔵人賢樹から別の人物に代わり、2019年3月末時点で再び蔵人賢樹が社長となっている。シルスマリアの決算公告での同社代表取締役は、第12期（2018年）は岡本和之、第13期（2019年）から蔵人賢樹。

## 同店が登場する作品
- ハケンの品格 - 第1シリーズ第6話に登場するチョコレート店「シルスマリオ」のモデルとされる。